# M91
М91 (NGC 4548) е пресечена спирална галактика, разположена по посока на съзвездието Косите на Вероника. Открита е от Шарл Месие през 1781.
Галактиката е член на галактичния свръхкуп в Дева.
Намира се на 63 млн. св.г., ъгловите ̀и размери са 5′.4 × 4′.3, а звездната ̀и величина е +11.0.